# Сакулево
Сакулево (грч. Μαρίνα, Марина) је насеље у Грчкој у општини Лерин, периферија Западна Македонија. Према попису из 2021. било је 75 становника.

## Географија
Село лежи на Јелашкој реци, 18 километара североисточно од општинског центра града Лерина (Φλώρινα) и 11 километара источно од најближег насеља Доње Клештино (Κάτω Κλεινές), у Пелагонији, у близини државне границе са Северном Македонијом.

## Историја

### Османски период
У османским статистикама хришћанског становништва, наводи се село Сакулова са 28 домаћинстава. 1845. године, руски слависта Виктор Григорович описује Секулево као бугарско село. 1861. године, Јохан фон Хан на етничкој карти долине Вардара, наводи Сакулево као мешовито бугарско-албанско село.
На почетку 20. века, Сакулево је национално мешовито село, насељено македонским Словенима и Турцима. По статистикама службеника Бугарске егзархије Васила Канчова из 1900. године у селу живи 380 становника које он наводи као Бугаре и 80 становника Турака. Од 1904. године, после Илинданског устанка, сво хришћанско становништво села је у саставу Бугарске егзархије. По подацима секретара егзархије Димитра Мишева у делу "La Macédoine et sa Population Chrétienne“, из 1905. године, везаних за статистику хришћанског становништва, у селу живи 336 Словена егзархиста.

### После Балканских ратова
У Првом балканском рату 1912. године, село је ослободила грчка војска. После Другог балканског рата и договора око поделе отоманске области Македоније село улази у састав Краљевине Грчке.

## Становништво
На попису из 1928. године Сакулево је имало 329 становника, претежно Словена.